# Rives-Dervoises
Rives-Dervoises é uma comuna francesa na região administrativa do Grande Leste, no departamento do Alto Marna. Estende-se por uma área de 76.70 km², e possui 1.350 habitantes, segundo o censo de 2018, com uma densidade de 18 hab/km².
Foi criada, em 1 de janeiro de 2016, a partir da fusão das antigas comunas de Droyes, Longeville-sur-la-Laines, Louze e Puellemontier.